# 牛津街 (悉尼)
牛津街（英語：Oxford Street），又譯澳士佛街、惡士佛街，是澳大利亚新南威爾斯州悉尼的一条主干道，从悉尼中央商务区的海德公园东南角的魏德倫廣場（Whitlam Square），到东郊邦代匯（Bondi Junction）。尤其是靠近商業中心區的地方，街道两旁店铺、酒吧和夜总会林立。1980年代之后，牛津街获得了悉尼主要夜总会地带的声誉。首先是1980年代的同志夜总会，随后是2000年代的异性恋夜总会。随后该地区的犯罪率出现了大幅增长。然而，随着2014年宵禁法（Lockout Laws），悉尼的夜生活中心迁至情人港和新镇，这里的许多夜总会关闭，犯罪率下降。宵禁法于2020年结束，重点是小型酒吧和餐馆。许多夜总会在 2021年重新开放，尤其是泰勒广场（Taylor Square）周围。
牛津街西段贯穿郊区达令赫斯特（Darlinghurst），那里公认为悉尼的主要同性恋区。每年3月初的悉尼同性恋狂欢节，牛津街都要关闭交通。具体来说，从海德公园到帕丁顿市政厅之间牛津街区域，从1980年代初期开始称为“黄金地带”（The Golden Mile），因为这个同性恋社区热门场所的密度不断增加。泰勒广场以东的部分，贯穿帕丁頓（Paddington）市区，形成了一个高档购物区，这里有澳洲圣母大学的新医学院以及新南威尔士大学美术学院、维多利亚军营（Victoria Barracks）、帕丁顿集市（Paddington Bazaar）以及圣文森特医院（St Vincent's Hospital）。

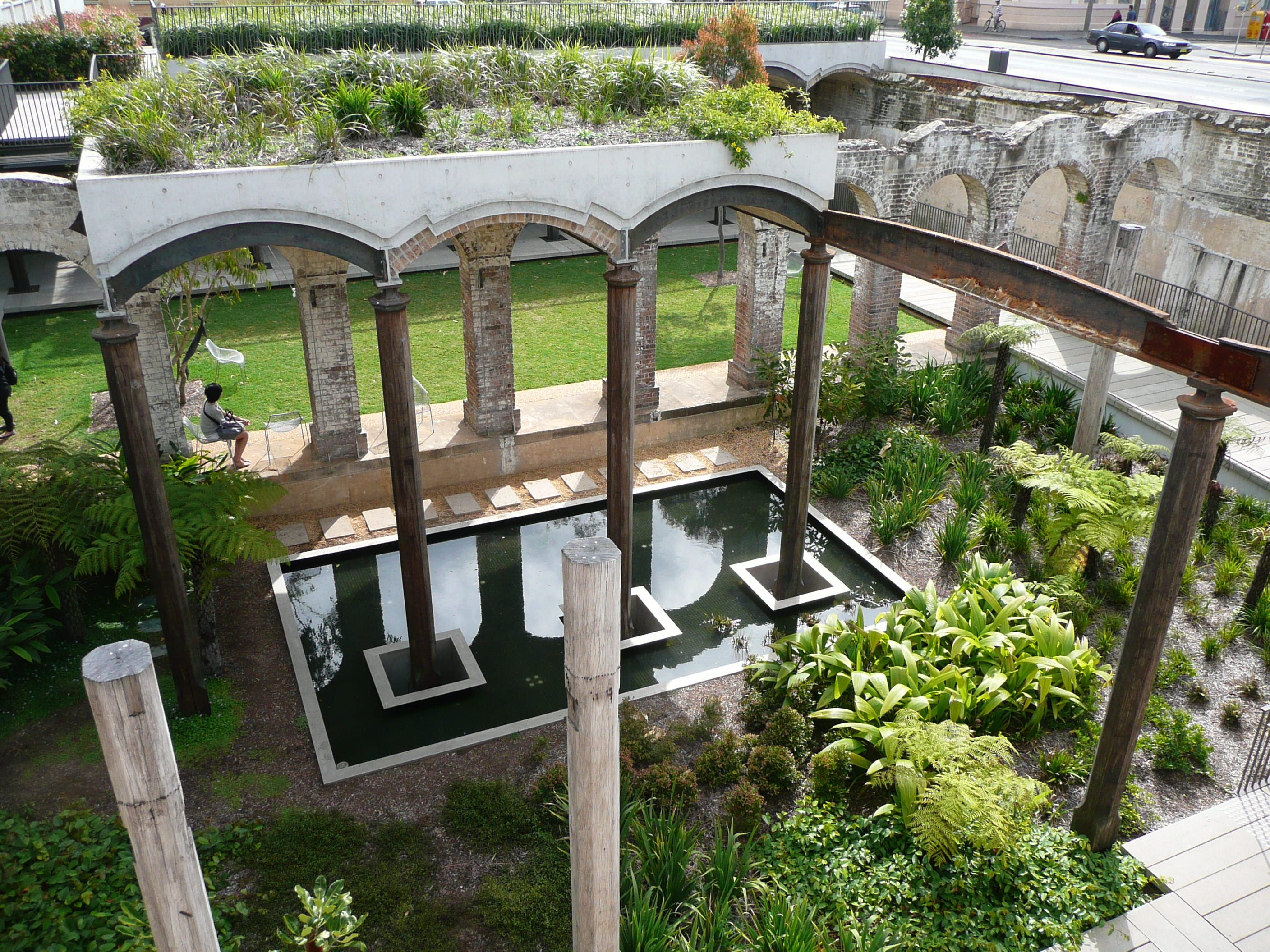